# Joan Amades i Gelats
Joan Amades i Gelats (Barcelona, 23 de juliol de 1890 - 17 de gener de 1959) fou un destacat etnòleg i folklorista català. Va treballar com a conservador al Museu d'Indústries i Arts Populars de Barcelona i a l'Arxiu Històric de la Ciutat de Barcelona. Va col·laborar en la premsa del moment, com a D'Ací i d'Allà o Diario de Barcelona, entre d'altres. El seu treball es va materialitzar amb una copiosa producció de llibres, com ara el Costumari català. El curs de l'any (5 volums), Barcelona 1950-1956, que ha estat referent en els estudis de folklore dels Països Catalans.

## Biografia
Fill de Blai Amades i Barrobés, natural de Bot (Terra Alta), i de Teresa Gelats i Grinyó, de Barcelona. De formació autodidacta, el seu primer contacte amb la cultura popular i obrera fou al barri del Raval on havia nascut. Era llibreter de segona mà als Encants Nous de Sant Antoni, professió que li donà accés als llibres amb què es va formar, malgrat els aguts problemes de visió que tenia. Com a membre de l'Ateneu Enciclopèdic Popular a partir de l'any 1905, se li obriren les portes de l'esperantisme internacionalista, l'excursionisme llavors tant popular, i del coneixement del folklore. Ja el 1915 Amades va començar a registrar les primeres mostres del folklore comú escrivint versos i cançons de la literatura oral. També era un membre actiu del Centre Excursionista de Catalunya, del qual en va presidir la secció de folklore.
Com a destacat promotor de l'esperanto cal dir que fou un dels fundadors de la secció d'esperanto de l'Ateneu Enciclopèdic Popular el 1906, i de la Federació Catalana d'Esperantistes el 1910, entitat que presidí a començaments dels anys 1920. En aquesta llengua publicà una desena de revistes i monografies, entre les quals destaca la seva col·laboració amb Jaume Grau Casas a La kataluna popolkanto ("La cançó popular catalana", 1925), i l'entrada sobre el cançoner popular català a la Kataluna Antologio ("Antologia catalana", 1925).
Va deixar el seu ofici de llibreter per dedicar-se a la investigació etnogràfica quan va conèixer l'Arxiu d'Etnografia i Folklore de Catalunya i l'Obra del Cançoner Popular de Catalunya. S'interessà llavors també per la dialectologia, la imatgeria popular, el llegendari i el calendari tradicional. Els anys 30 va publicar els seus primers treballs d'entitat començant la col·lecció Biblioteca de Tradicions Populars (42 volums publicats entre el 1933 i el 1939). Paral·lelament Amades col·laborava amb la ràdio i feia conferències cosa que contribuí a destacar-lo com a divulgador de la cultura popular.

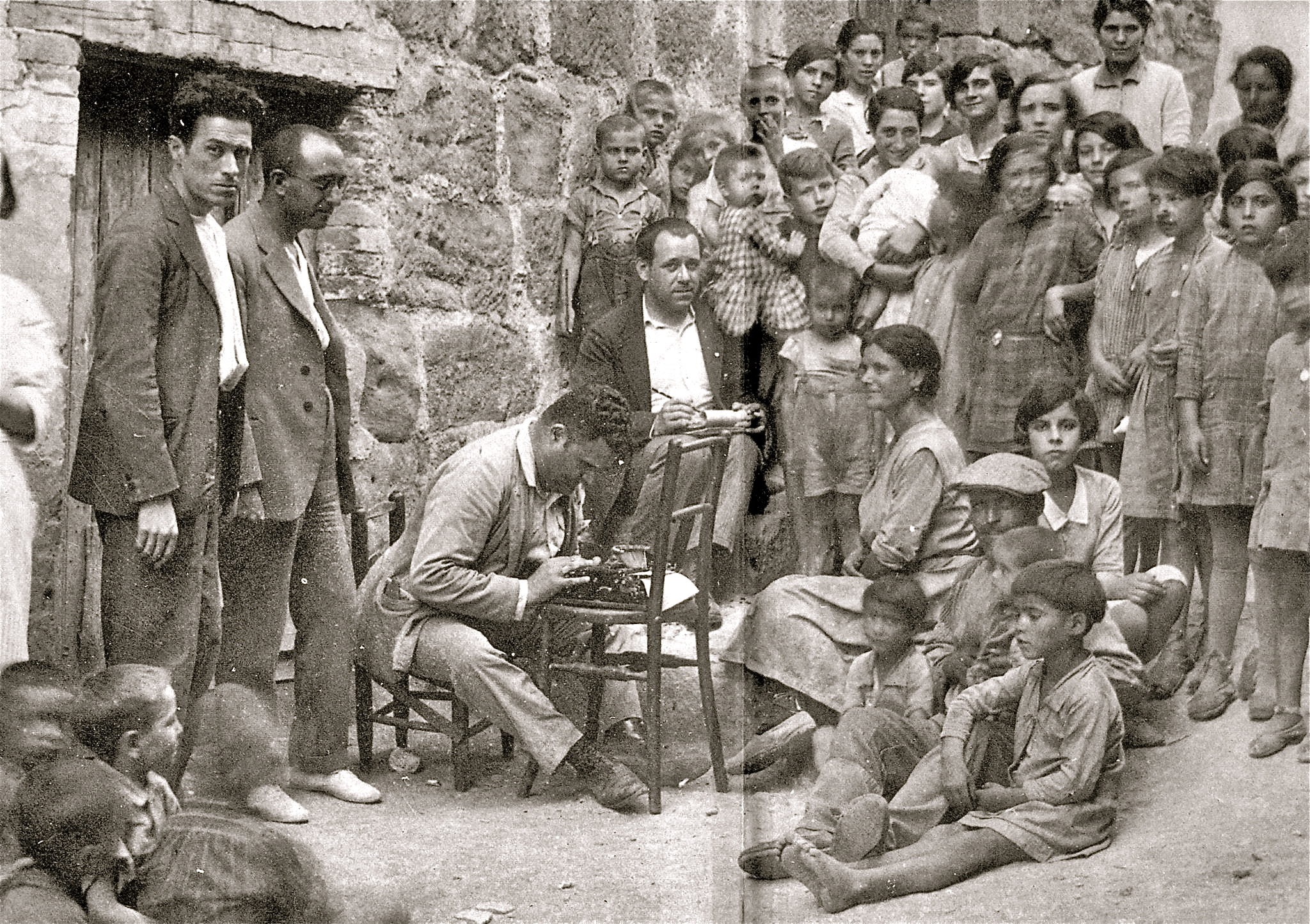
Joan Amades amb el músic Joan Tomàs l'any 1927 recollint cançons populars a Balaguer

Quan va esclatar la Guerra Civil treballava a la secció d'etnografia del Museu Arqueològic de Barcelona, essent el responsable d'ordenar els materials expropiats que s'enviaven al Poble Espanyol, i el 1942 participava de la fundació del Museu d'Indústries i Arts Populars. També fou el responsable de gravats de l'Institut Municipal d'Història.
El 1947 va patir una hemiplegia, però durant la dècada del 1950 continuà publicant. Col·laborà amb la UNESCO, que el va comissionar per recopilar el corpus bibliogràfic del folklore català, que va resultar en la publicació del Costumari Català (1950-1956, Editorial Salvat), obra cabdal en l'estudi de la cultura popular catalana, i Folklore de Catalunya, publicada pòstumament. Finalment li va arribar el reconeixement internacional amb el segon premi del concurs G. Pitrè de Palerm del 1958: Des de llavors va participar de molts congressos internacionals fet que va permetre el coneixement de la cultura catalana més enllà de les seves fronteres.
Entre les moltes fonts que va utilitzar per a recuperar el Folclore i les tradicions populars, i concretament la música popular en un entorn urbà, es troba la seva mateixa mare, Teresa Gelats i Grinyó, una destacada cantadora de tonades populars.

## Títols destacats

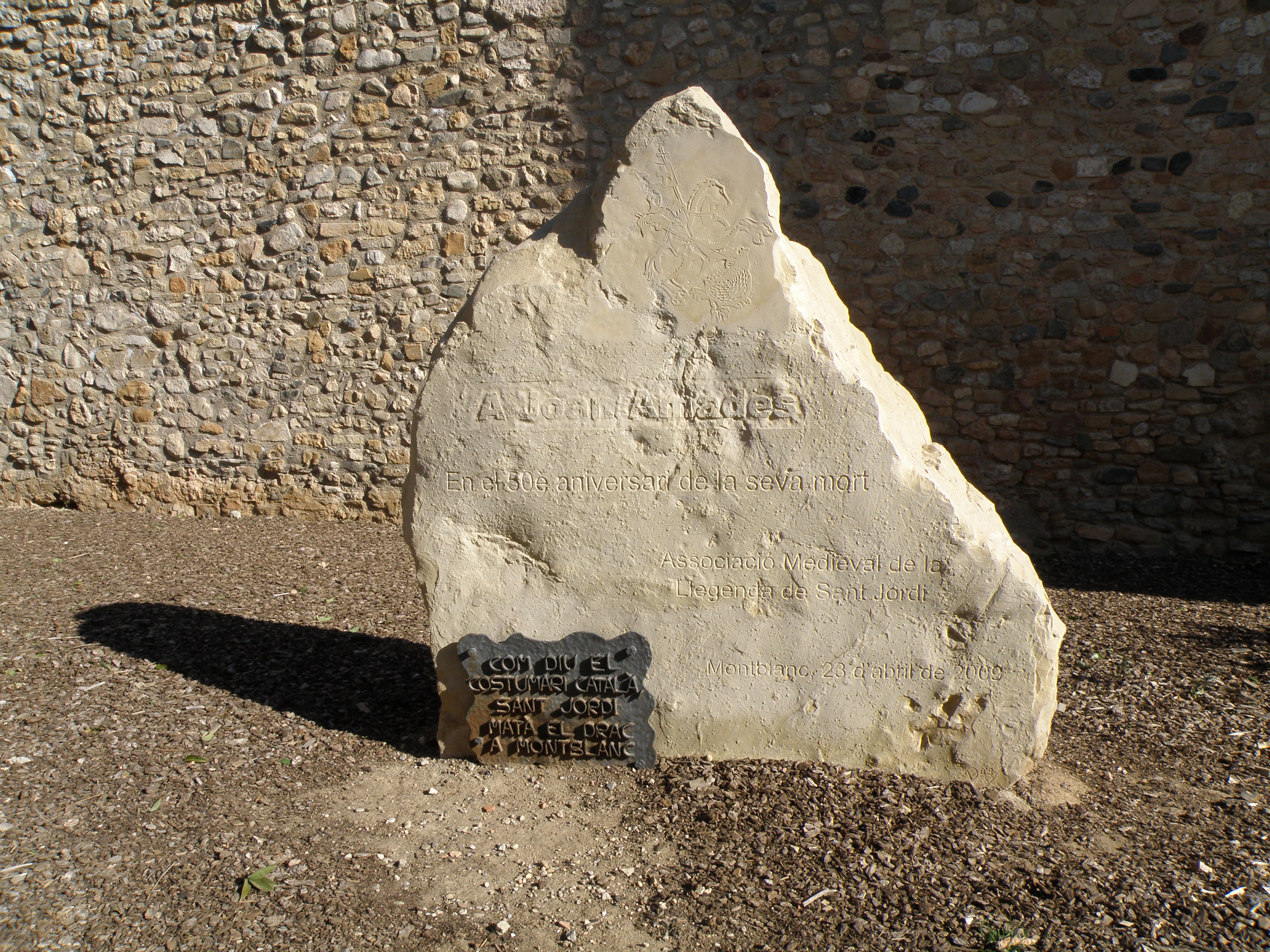
Monument a Joan Amades, a Montblanc.

- Les diades populars catalanes (1932-1949)
- Les cent millors cançons de Nadal (1949)
- Refranyer català comentat (1951)
- Les cent millors rondalles populars (1953)
- Costumari Català (1950-1956)
- Guia de les festes tradicionals de Catalunya. Itinerari per tot l'any (1958)

## Obra completa
| - Apunts d'imatgeria - Apunts d'imatgeria popular - Arts i oficis - Astronomia i meteorologia populars - Auca de Carnestoltes - Auca de costums de Barcelona - Les Auques - El Ball de Serrallonga - Bibliografia de la cançó popular de Nadal - Bruixes i Bruixots - Calendari de festes vuit-centista - Calendari de refranys - Les Campanes - Cançons populars històriques i de costums - El Carnestoltes a Barcelona en el segle XIX - El Carnestoltes a Barcelona fins al segle XVIII - La casa - Castells llegendaris de la Catalunya Nova - Castells llegendaris de la Catalunya Vella - Les cent millors cançons de Nadal - Les cent millors cançons populars - Les cent millors llegendes populars - Els cent millors romanços catalans - Les cent millors rondalles populars (1) - Les cent millors rondalles populars (2) - Costumari Català - Costums i tradicions d'hostals i tavernes - Costums muntanyencs - La Cova de fra Gari - Cultura infantil - Danses de la terra - Les Diades populars catalanes - Diccionari d'endevinalles - El Diner - Divinitat de la llar - Divinitat del pa - Enigmes populars - L'escudella - Les esposalles - Els ex-vots | - Excursió llegendària pel pla de Barcelona - Fabulari Amades - Les faules d'Isop - Folklore de Catalunya (ISBN 84-298-0582-6, 1984) - Gegants, nans i altres entremesos - Geografia popular - Els goigs - Guia llegendària de Barcelona - Heràldica i Toponímia - Històries i llegendes de Barcelona - Imatgeria religiosa - Imatges de la Mare de Déu trobades a Catalunya - Jocs de paraules i jocs de memòria - Les joguines de plom - El jugar de l'Amades - Justícia popular - Literatura gracienca de canya i cordill - Llegendes de roques, coves, mars i estanys de Catalunya - Llegendes i tradicions de Montserrat - El llenguatge de les bèsties i de les coses - Llibre del temps que fa - Llibre dels somnis - El llibre segons el poble - Els llibres de sants - Màgia de la paraula - El Mal donat - Märchen - Les millors llegendes populars - Les millors rondalles populars - Mitologia de la mar - Els Monarques catalans a la tradició - Montserrat - La Mort - Naips o cartes de jugar - El Naixement - Notes d'indumentària - Oracioner i refranyer mèdic - Origen i sentit d'alguns proverbis - L'Origen de les betes | - El paper de guardes - Paraules i modismes - La Patum de Berga - El pessebre - El Pirineu - Poblet - Popularitats dels números - El porró - Quan jo anava a estudi - El Quixot dels ignorants - Les Rajoles dels oficis - El Rector de Vallfogona - Refranyer barceloní - Refranyer català comentat - Refranyer català - Refranyer de les dones - Refranyer Montserratí - Refranyer musical - Refranyer nadalenc - Refranys geogràfics - Refranys i dites - Refranys personals - Els rellotges de Sol - Ritos primitivos de siembra - La rondalla i el proverbi - La sardana - Els soldats i d'altres papers de rengles - La terra - Titelles i ombres xineses - Tradició dels jueus a Catalunya - La tradició dels llums de ganxo - Tradicions de Gràcia - Tradicions de la Seu de Barcelona - Tradicions patriòtiques - El tres i el set números meravellosos - El vi grec de Sitges - Vocabulari de l'art de la navegació i de la pesca - Vocabulari dels pastors - Xilografies gironines - Els Xiquets de Valls |

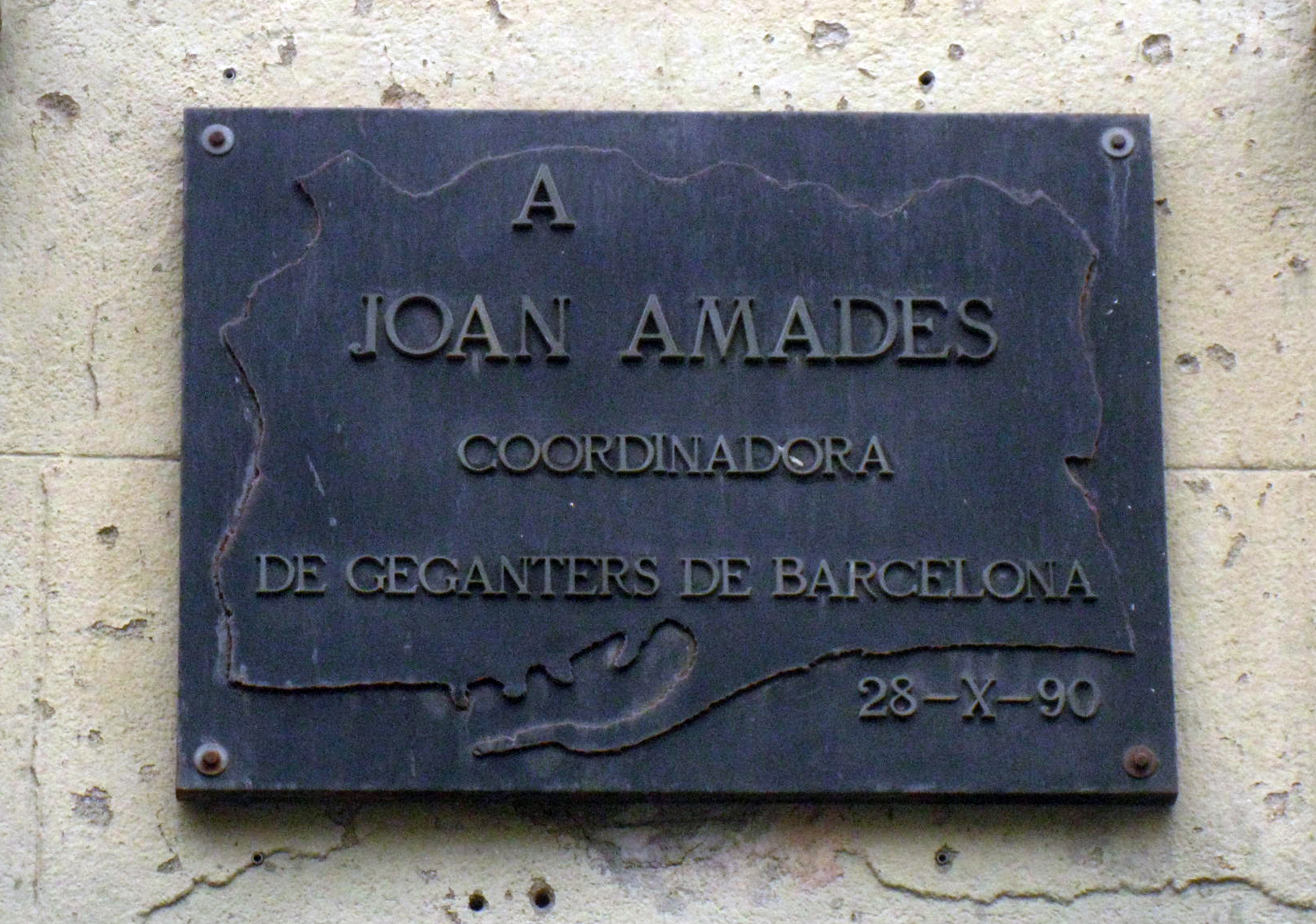
Placa en record de Joan Amades a la plaça de Barcelona que porta el seu nom.

## Exposicions destacades
- 1990 - El món de Joan Amades al Museu Marítim de Barcelona
- 2009 - Els tresors de Joan Amades: la col·lecció d'imatge impresa de l'Arxiu Joan Amades, al Palau Moja

## Fons personal
El Fons Amades és el recull documental aplegat per Joan Amades que constitueix un dels elements claus per a la interpretació i l'estudi de la cultura tradicional catalana, principalment dels segles XIX i XX. Està configurat per impresos, amb imatges i textos de les diferents manifestacions de la cultura popular i tradicional catalana dels segles XVII, XVIII i XIX. L'obra de Joan Amades com a folklorista se sustenta, en bona part, en aquest ampli compendi d'informacions i coneixements que s'atresoren en el fons documental que ell mateix va recopilar al llarg de la seva vida i que avui gestiona la Direcció General de Cultura Popular, Associacionisme i Acció Culturals de la Generalitat de Catalunya.
L'any 1989, el Departament de Cultura va iniciar el procés de recuperació del fons documental de Joan Amades, procés que s'ha implementat en fases successives. Després de diferents contactes i de la localització i comprovació de l'estat de conservació del fons documental, es va procedir a inventariar-ne el contingut, determinar el seu abast i magnitud i calibrar la seva importància. La recuperació del fons es va materialitzar a través de la compra al senyor Ròmul Gavarró, que n'era el propietari, i a través de l'Associació Cultural Joan Amades. Aquesta entitat privada, que va ser fundada l'any 1995 per la mateixa Consol Mallofré, dipositària dels drets d'autor de Joan Amades, amb la finalitat de completar la publicació dels materials inèdits d'aquest folklorista i de divulgar els materials que ella havia conservat fins a la seva mort.
El 1997 se signà un conveni entre el Departament i l'Associació Cultural Joan Amades sobre cessió i dipòsit de la documentació de l'entitat amb l'objectiu de reunificar els materials del Fons Amades i posar-los unitàriament a l'abast dels estudiosos.

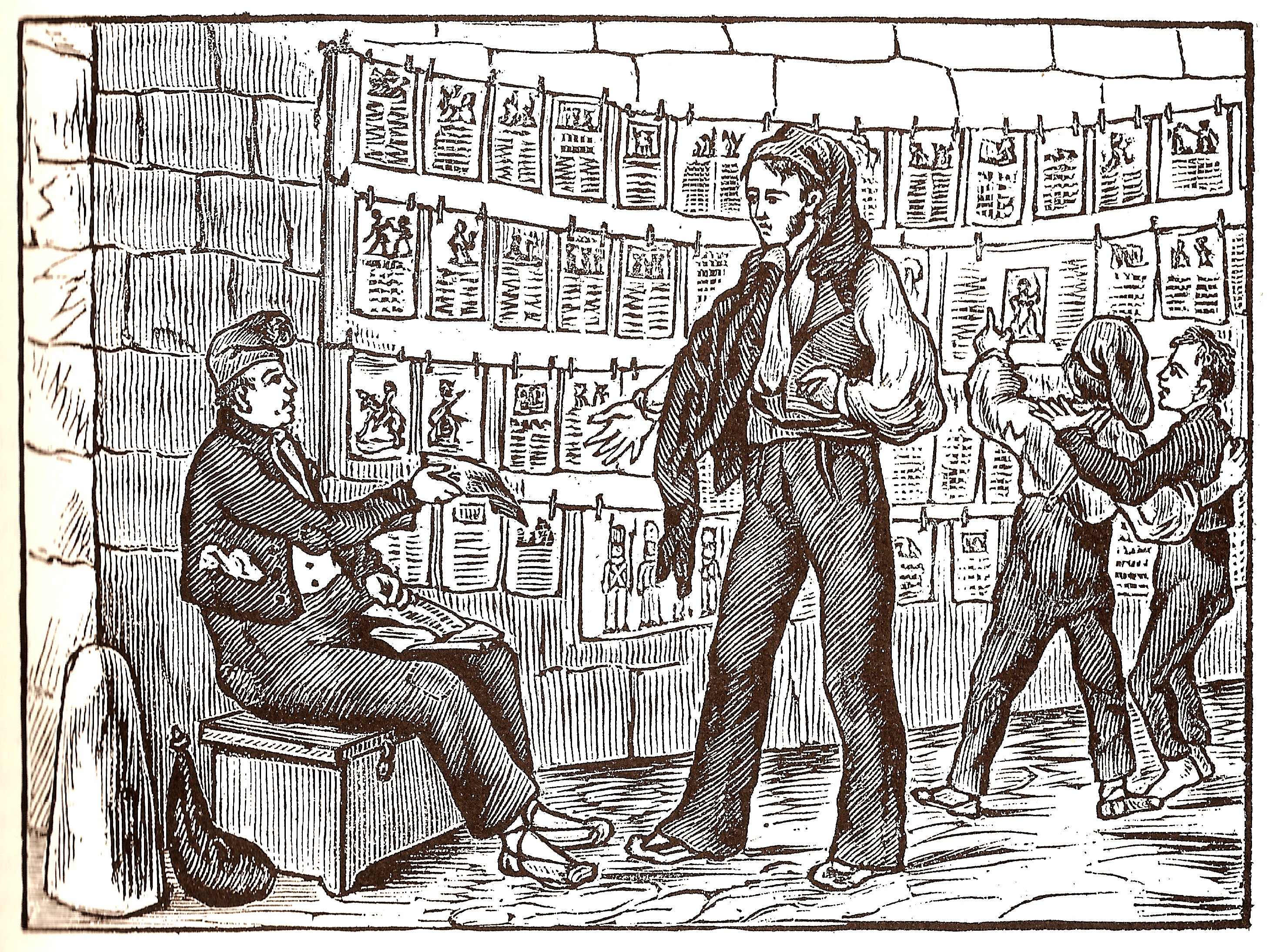
Gravat d'un sainet publicat el 1850 i recuperat per Joan Amades on es mostra un venedor de literatura de canya i cordill

### Fons gràfic
Part del seu fons personal es conserva a l'Arxiu Fotogràfic de Barcelona. El fons aplega documentació generada i reunida per Joan Amades: d'una banda, fotografies de caràcter personal, com retrats de familiars i persones de l'entorn del folklorista que mostren un ambient íntim i proper; de l'altra, documentació reunida fruit de l'activitat i les inquietuds professionals de Joan Amades. Es troben fotografies de festes populars, balls i danses folklòriques dels Països Catalans. En alguns casos, les imatges són reproduccions de dibuixos. Destaca una sèrie de fotografies, classificades per poblacions, que podrien correspondre a les fetes per Joan Amades en una de les campanyes realitzades per tal de recollir documentació gràfica de les festes tradicionals celebrades a Catalunya, les Illes Balears i el País Valencià. El fons també conté correspondència, en format postal, de Joan Amades i la seva esposa Enriqueta Mallofré.

### Llegat Consol Mallofré
El febrer de 2014 l'Associació Cultural Joan Amades va donar el Llegat Consol Mallofré al Departament de Cultura de la Generalitat de Catalunya. El fons completa la Biblioteca-Arxiu Joan Amades. Aquest llegat consta de forma majoritària de mecanoscrits i proves prèvies a l'edició d'estudis sobre cultura popular i tradicional, contingudes en quatre capses d'arxiu. Està integrat pels títols inèdits següents: Carlemany; El teatre de titelles a Catalunya; Auca del sol i de la lluna; Cara, mans i vista; Romanços d'animals; Xarranques; Romanços; Ventalls; Contes; Insectes– entomologia; Dites dels avis; Folklore; Naips i tarots; Sants cristos i santes creus; Llegendes de la Catedral; Llegendes de Montserrat; Quan jo anava a estudi; Pa i vi; Procedències màgiques; Llegendes de Castells; El Graal; Llegendes de masies, i Teatre valencià de plaça.